# Alicante 8
Alicante 8, còn được gọi là RSGC4, là một cụm sao phân tán đồ sộ và trẻ thuộc Ngân Hà. Nó được phát hiện vào năm 2010 trong các dữ liệu khảo sát 2MASS. Tính đến năm 2010, các thành viên duy nhất của cụm được xác định là 8 đến 13 siêu sao khổng lồ đỏ – những ngôi sao to lớn và trẻ đang trải qua quá trình đốt cháy heli trong lõi của chúng. Cụm sao này nằm trong chòm sao Thuẫn Bài ở khoảng cách khoảng 20–23 kly (6,1–7,1 kpc) từ Mặt Trời. Nó có khả năng nằm ở điểm giao cắt của đầu phía bắc của Tay đòn dài của Ngân Hà với phần bên trong của nhánh Thuẫn Bài-Bán Nhân Mã - một trong hai nhánh xoắn ốc chính.
Tuổi của Alicante 8 được ước tính là 16-20 triệu năm. Các siêu sao khổng lồ đỏ đã quan sát có khối lượng gấp khoảng 12 lần khối lượng mặt trời và là các tiền thân của các siêu tân tinh loại II. Cụm sao này rất mờ và từng không được phát hiện trong ánh sáng nhìn thấy. Nó nằm gần các nhóm siêu sao khổng lồ đỏ khác, được gọi là RSGC1, Stephenson 2, RSGC3, Alicante 7 và Alicante 10. Khối lượng của cụm sao mở này được ước tính vào khoảng từ 10.000 đến 20.000 lần khối lượng Mặt Trời, làm cho nó trở thành một trong những cụm sao mở đồ sộ nhất trong Ngân Hà.